# Montalbano (televisieserie)
Commissaris Montalbano (Italiaans: Il commissario Montalbano) is een Italiaanse misdaadserie. De verhalen spelen zich af in de fictieve stad Vigàta. Montalbano is gebaseerd op een serie novellen en korte verhalen van Andrea Camilleri.
Er bestaan twee series: de laatste, Il giovane Montalbano (de jonge Montalbano), vertelt het verhaal van de beginnende commissaris Montalbano. Hij is de nieuwe commissaris van Vigàta en meteen ook de jongste van Italië. Deze serie, uitgekomen in 2012, is de prequel van Il commissario Montalbano.
Il commissario Montalbano (de commissaris Montalbano) is de originele serie, uitgekomen in 1999. De serie is geproduceerd en uitgezonden door RAI.

## Personages in Il giovane Montalbano
| Karakter                | Rol                                                                                                 | Acteur                |
| ----------------------- | --------------------------------------------------------------------------------------------------- | --------------------- |
| Salvo Montalbano        | Commissaris van Vigàta (protagonist)                                                                | Michele Riondino      |
| Carmine Fazio           | Een veteraan bij de politie, Montalbano's rechterhand. Hij stopt na een hartaanval                  | Andrea Tidona         |
| Agatino Catarella       | Sukkelachtige politieagent, verantwoordelijk voor de telefoon                                       | Fabrizio Pizzuto      |
| Patèrno                 | Politieagent die helpt bij de onderzoeken                                                           | Alessio Piazza        |
| Gallo                   | Politieagent, de snelle chauffeur van het korps                                                     | Maurilio Leto         |
| Giuseppe Fazio          | De zoon van Carmine Fazio. Hij zit op de politieacademie in Rome. Wordt agent in zijn vaders plaats | Beniamino Marcone     |
| Domenico "Mimì" Augello | Nieuwe vice-commissaris, is gek op vrouwen                                                          | Alessio Vassallo      |
| Dr. Pasquano            | Lijkschouwer, zeer nors tegenover Montalbano                                                        | Giuseppe Santostefano |
| Alabiso                 | Quastor, Montalbano's overste in Montelusa                                                          | Massimo De Rossi      |
| Nicolò Zito             | Een lokale tv-journalist van Rete Libera die geregeld helpt met Montalbano's onderzoeken            | Carmelo Galati        |
| Livia Burlando          | Montalbano's vriendin                                                                               | Sarah Felberbaum      |
| Montalbano's vader      | Toen Salvo's moeder stierf, liet hij Salvo in de steek en begon een nieuw gezin                     | Adriano Chiaramida    |
| Adelina                 | Montalbano's kok en huishoudster                                                                    | Alessandra Costanzo   |

## Personages in Il commissario Montalbano
| Karakter                   | Rol                                                                                      | Acteur                                                                                    |
| -------------------------- | ---------------------------------------------------------------------------------------- | ----------------------------------------------------------------------------------------- |
| Salvo Montalbano           | Commissaris van Vigàta (protagonist)                                                     | Luca Zingaretti                                                                           |
| Domenico "Mimì" Augello    | Vice-commissaris                                                                         | Cesare Bocci                                                                              |
| Giuseppe Fazio             | Inspecteur, Montalbano's rechterhand                                                     | Peppino Mazzotta                                                                          |
| Agatino Catarella          | Sukkelachtige politieagent, verantwoordelijk voor de telefoon                            | Angelo Russo                                                                              |
| Galluzzo                   | Politieagent                                                                             | Davide Lo Verde                                                                           |
| Gallo                      | Politieagent, de snelle chauffeur van het korps                                          | Francesco Stella                                                                          |
| Tortorella                 | Politieagent die Gallo vervangt                                                          | Marco Cavallaro                                                                           |
| Barbara Bellini            | Tijdelijke politieagente; dochter van vriend van Montalbano                              | Maria Cristina Marocco                                                                    |
| Jacomuzzi                  | De forensisch specialist                                                                 | Giovanni Guardiano                                                                        |
| Dr. Pasquano               | De lijkschouwer                                                                          | Marcello Perracchio                                                                       |
| Bonetti-Alderighi          | Quaestor, Montalbano's overste in Montelusa                                              | Giacinto Ferro                                                                            |
| Lattes                     | Bonetti's secretaris                                                                     | Corrado Invernizzi                                                                        |
| Oud-quaestor van Montelusa | De oud-politieoverste in Montelusa                                                       | Pietro Biondi                                                                             |
| Nicolò Zito                | Een lokale tv-journalist van Rete Libera die geregeld helpt met Montalbano's onderzoeken | Roberto Nobile                                                                            |
| Pippo Ragonese             | Een lokale tv-journalist van Televigata. Tevens een bittere vijand van Montalbano        | Ubaldo Lo Presti en daarna Filippo Brazzaventre                                           |
| Livia Burlando             | Montalbano's vriendin. In de seizoenen 5 tot 9 enkel telefonisch contact                 | Katharina Böhm (seizoen 1–4); stem Claudia Catani (seizoen 5-8); Lina Perned (seizoen 9); |
| Beatrice "Beba" di Leo     | Vanaf seizoen 3. Vriendin, later vrouw van Mimi Augello                                  | Carmelinda Gentile                                                                        |
| Anna Tropeano              | Vriend van Montalbano                                                                    | Biancamaria D'Amato                                                                       |
| Burgio                     | Ex-schooldirecteur, oude vriend van Montalbano                                           | Pippo Pattavina                                                                           |
| Don Balduccio Sinagra      | Een voormalig maffiabaas. Nu is hij op leeftijd en leidt hij een rustig leven.           | Francesco Sineri                                                                          |
| Ingrid Sjostrom            | Seizoen 2. Een Zweedse vriendin van Montalbano                                           | Isabell Sollman                                                                           |

## Filmlocaties
Hoewel Camilleri zijn boeken in een fictieve provincie Agrigento plaatste, werd een groot deel van de serie gefilmd in de provincie van Ragusa. De buitenkant van  de la Mànnara  (Fornace Penna) werd gefilmd in Sampieri. Montalbano's kantoren bevinden zich in Scicli, evenals de kantoren van commissaris Bonetti-Alderighi (eigenlijk die van de burgemeester). Daarnaast werd er gefilmd in Ragusa Ibla, Modica, Donnafugata Castle en de Donnalucata, Marina di Ragusa, Comiso, Santa Croce Camerina en andere plaatsen in het zuidoosten van Sicilië. De openingsbeelden in de serie omvatten het Guerrieri-viaduct in Modica. Het kantoor van de kustwacht in Scoglitti is het kleine vuurtorenmuseum.

### Lijst met hoofdlocaties

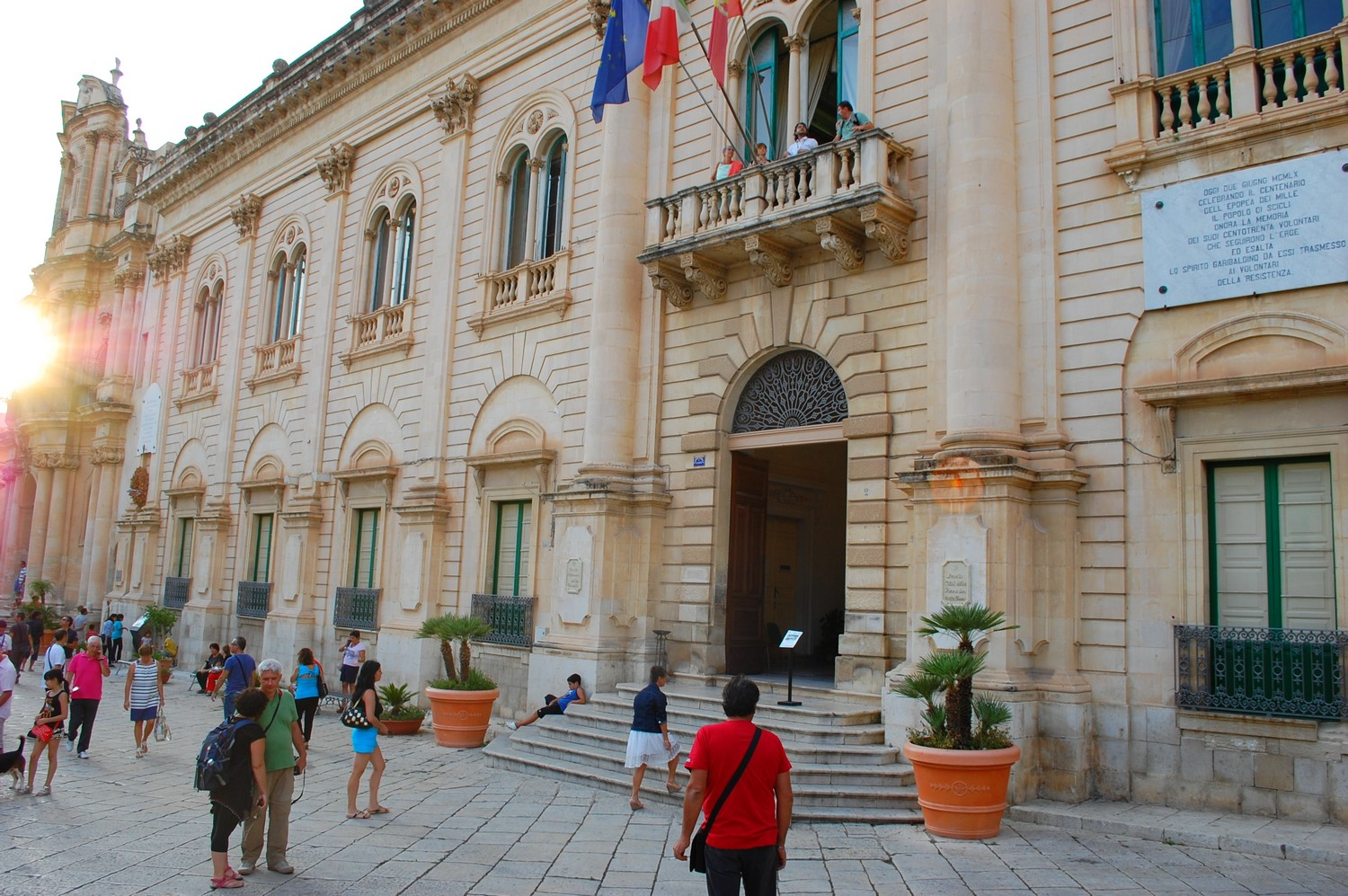
Gemeentelijk paleis van Scicli. In de tv-serie is dit het hoofdkantoor van het politiebureau

- Ragusa
- Punta Secca
- Modica
- Scicli
- Donnalucata
- Comiso
- Chiaramonte Gulfi
- Ispica
- Pozzallo
- Vittoria
- Scoglitti